# 阿馬多 (亞利桑那州)
阿馬多（英語：Amado）是位於美國亞利桑那州聖克魯斯縣的一個人口普查指定地區。根據2010年美國人口普查，該地人口為295人，而該地的面積約為13.66平方千米。

## 地理
阿馬多的座標為31°42′18″N 111°03′56″W / 31.70500°N 111.06556°W，而該地最高點為海拔高度944米（即3097英尺）。